# Велики Оток (Постојна)
Велики Оток (словен. Veliki Otok, итал. Otocco Grande) је насељено место у општини Постојна, Приморско-нотрањска регија, Словенија.

## Историја
До територијалне реорганизације у Словенији био је у саставу старе општине Постојна.

## Становништво
У попису становништва из 2011. године, Велики Оток је имао 157 становника.
| Број становника према пописима | Број становника према пописима | Број становника према пописима |
| ------------------------------ | ------------------------------ | ------------------------------ |
| 1991                           | 2002                           | 2011                           |
| 159                            | 148                            | 157                            |

## Галерија
- Постојнска јама
- ушћу реке Пивке у Постојнску јаму
- детаљ
- Чрна јама
- Пивска јама

## Такође види
- Постојнска јама